# Drzewo żelazne

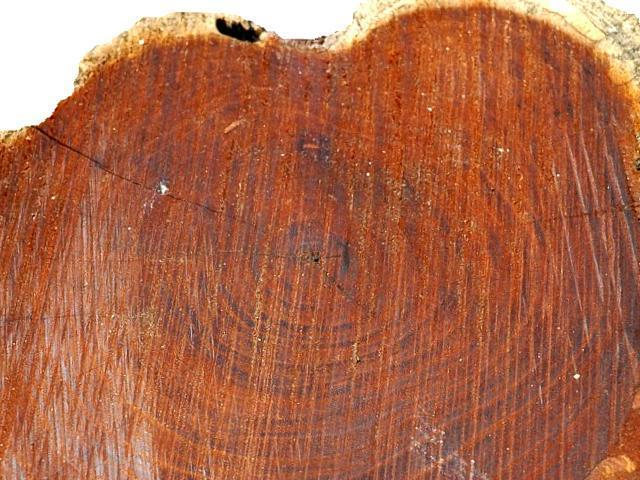
Przekrój przez pień Prosopis nigra

Drzewo żelazne – nazwa stosowana wobec wielu gatunków drzew, wyróżniających się bardzo ciężkim i twardym drewnem. Gatunki te należą do różnych rodzin i rodzajów roślin, pochodzących głównie z tropikalnych i subtropikalnych rejonów Ameryki Południowej, Środkowej i Indii. Zalicza się do nich m.in.: argania (Argania), eukaliptus (Eucalyptus), gwajakowiec (Guaiacum), jadłoszyn (Prosopis), liporzeszik (Sloanea), oliwka (Olea), rozbiał (Mesua), rzewnia (Casuarina), wiązowiec (Celtis), wiechotława (Schleichera), złotorąb (Sideroxylon), zwichrota (Cyrilla), żelazownik (Metrosideros).
Niektóre z drzew żelaznych spotykane są w Polsce w uprawie, w tym: grab karoliński (Carpinus caroliniana), wiązowiec zachodni (Celtis occidentalis), parocja perska (Parrotia persica) i chmielograb wirginijski (Ostrya virginiana).
Drewno tych drzew jest trwałe i odporne na szkodniki, ale bardzo trudne w obróbce, za to dobrze się poleruje. Wykorzystywane jest m.in. do produkcji elementów maszyn, okrętów, wagonów kolejowych, instrumentów dętych, itp.